# Moissei Jakowlewitsch Ginsburg

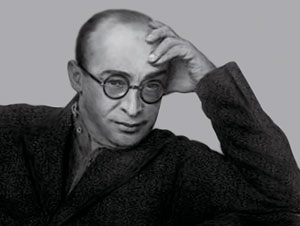
Moisei Jakowlewitsch Ginsburg

Moissei Jakowlewitsch Ginsburg, belarussisch Майсей Якаўлевіч Гінзбург, russisch Моисей Яковлевич Гинзбург (* 23. Maijul. / 4. Juni 1892greg. in Minsk; † 7. Januar 1946 in Moskau) war ein sowjetischer konstruktivistischer Architekt, Stadtplaner und Hochschullehrer. Als Vize-Präsident der OSA (Vereinigung zeitgenössischer Architekten), Mitherausgeber der Zeitschrift SA (Zeitgenössische Architektur) und durch seine Kommunehäuser (besonders das Narkomfin-Kommunehaus) gehört er zu den wichtigen Architekten der russischen Avantgarde und des Konstruktivismus.

## Leben
Ginsburg, Sohn eines jüdischen Bauhandwerkers, absolvierte die Handelsschule. Als Schüler nahm er Zeichenunterricht und schrieb eigene illustrierte Kurzgeschichten, die in der Schülerzeitung veröffentlicht wurden. Er studierte dann im Ausland an der Académie des Beaux-Arts in Paris, an der Architektur-Hochschule in Toulouse und schließlich an der Accademia di Belle Arti di Brera in Mailand, wo er Schüler von Gaetano Moretti war. Während dieser Zeit wuchsen seine Zweifel am Historismus und dessen akademischen Formenkanons. In Mailand kam er in Berührung mit dem Werk Frank Lloyd Wrights, welches ihn stark beeinflusste. Bei Ausbruch des Ersten Weltkrieges 1914 kehrte er nach Russland zurück. Aufgrund der geringen technischen Ausbildung in Mailand setzte er seine Ausbildung in der Architektur-Abteilung des Rigaer Polytechnikums fort (welches sich in dieser Zeit in Moskau befand) und erhielt 1917 das Bauingenieur-Diplom.
Nach der Oktoberrevolution wich Ginsburg auf die Krim aus und lebte dort während des Bürgerkrieges. Sein erster Auftrag war der Bau einer Villa in Jewpatorija. Das Gebäude zeigt starke Einflüsse von Wright, dem Jugendstil und klassischen Elementen. In dieser Zeit studierte er ausführlich die traditionelle anonyme Architektur der Krim. Ginsburg leitete die lokale Abteilung für Erhaltung von Kunst und Architektonischen Denkmälern. Diese Arbeit mündete in seiner wissenschaftlichen Arbeit „Tatarische Kunst auf der Krim“ (veröffentlicht 1921–24). Die Zeit von 1917 bis 1920/21 bezeichnete er später als inneren Kampf gegen Traditionen und Kanons.
1921 ging er nach Moskau und lehrte an der Moskauer Technischen Universität (MWTU) und an den WChUTEMAS. 1923 baute er den Pavillon der Krim für die Agrarausstellung in Moskau. Das Werk bedient sich zwar in Details noch traditioneller Formen, betont jedoch stark die Konstruktionselemente und Erschließungswege. Im selben Jahr veröffentlichte er den Aufsatz Der Rhythmus in der Architektur und 1924 das Buch Stil und Epoche. Darin beschrieb er den künftigen Weg der Entwicklung der Gegenwartsarchitektur in Verbindung mit dem technischen Fortschritt und den gesellschaftlichen Veränderungen. Damit lieferte er einen wesentlichen Beitrag zur theoretischen Begründung des Konstruktivismus. Neben seiner theoretischen Arbeit entwarf er diverse Gebäude in Moskau, Machatschkala und Alma-Ata. In dieser Zeit unternahm er eine Reise nach Buchara zum Studium der dortigen Architektur. 1925 reiste er in die Türkei, um dort byzantinischer und islamischer Architektur zu erforschen.

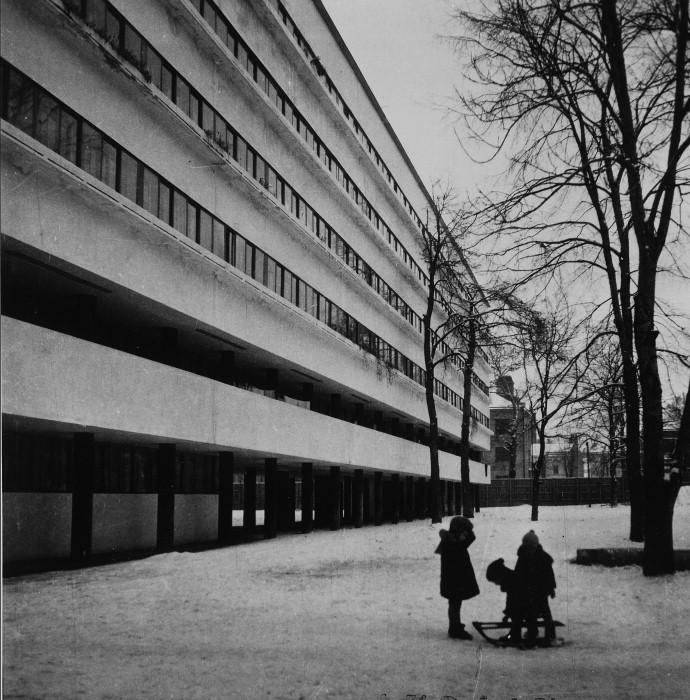
Narkomfin-Wohngebäude (1930er Jahre)

1925 gründete Ginsburg zusammen mit anderen die OSA, die die führenden Konstruktivisten vereinigte. Zusammen mit Alexander Wesnin gab er die Zeitschrift Gegenwartsarchitektur mit sechs Ausgaben pro Jahr heraus. Ginsburg beschäftigte sich nun hauptsächlich mit den Problemen des Wohnens. Er baute ein Wohngebäude zusammen mit W. Wladimirow (1926–1927) und dann mit Ignati Milinis dem Ingenieur S. L. Prochorow und dem deutschen Bauhaus Farbavantgardisten Hinnerk Scheper die Narkomfin-Wohnanlage des Volkskommissariats für Finanzen (1928–1932), die den Übergang zum Gemeinschaftshaus markieren sollte und ein hervorragendes Beispiel des Konstruktivismus wurde, aber jetzt vor dem Ruin steht. Ginsburg initiierte die Gründung der Sektion für Typenbauten beim Bau-Komitee (Strojkom) der Regierung und arbeitete dort mit seinen Kollegen an Projekten für neuartige Wohnzellen, die in sechs Wohnanlagen mit Versorgung in Moskau, Swerdlowsk und Saratow zur Anwendung kamen.
Ginsburg war 1929–30 Leiter der Sektion für die sozialistische Bebauung nach dem Staatsplan der RSFSR und beteiligte sich an der Projektierung der Grünen Stadt, einem großen Wohnbezirk am Rande Moskaus. Anfang der 1930er Jahre leitete er eine Planungsgruppe für ein Bezirksplanungsprojekt an der Südküste der Krim. Realisiert wurde daraus das Sergo Ordschonikidse-Sanatorium des Volkskommissariats für Transportwesen in Kislowodsk (1935–1937). 1934 erschien sein Buch Wohnen und 1937 sein Buch Industrialisierung des Wohnungsbaus. Seit 1934 gab er die Geschichte der Architektur heraus. 1928 bis 1932 war er sowjetischer Delegierter der CIAM.
Während des Deutsch-Sowjetischen Krieges leitete Ginsburg die Abteilung für Typisierung und Industrialisierung des Bauens der Architektur-Akademie. 1943 projektierte und baute er die Wohnsiedlung für die Bergarbeiter des Moskauer Braunkohlebeckens. Eines seiner letzten Projekte war der Wiederaufbau Sewastopols, das aber nicht realisiert wurde. Zwei Erholungsheime in Kislowodsk und Jalta-Oreanda wurden nach seinem Tode fertiggestellt.
Ginsburgs Grab befindet sich auf dem Moskauer Nowodewitschi-Friedhof. 2016 wurde eine Straße in Moskau nach ihm benannt.

## Rezeption
Das Narkomfin-Kommunehaus inspirierte Le Corbusier für seinen Entwurf der Unité d’Habitation sowie Mosche Safdie bei seinem Entwurf des Habitat 67. Im Stalinismus fand der Konstruktivismus allgemein wenig Beachtung, Ginsburg selber entwarf in dieser Zeit Gebäude im Stil des Sozialistischen Klassizismus.
Das Narkomfin-Kommunehaus hat mittlerweile schwere Vandalismus- und Altersschäden. Umbauten und Zerstörung von originaler Substanz halten bis heute an. Der ehemalige Moskauer Bürgermeister Juri Luschkow sagte bei der Eröffnung der Nowinski-Shoppingpassage: „Was eine Freude, dass in unserer Stadt solche wundervollen Shoppingcenter entstehen, nicht solcher Müll“ während er auf das Narkomfin-Kommunehaus zeigte.
Worlds Monument Fund hat das Narkomfin-Kommunehaus wiederholt auf die Liste der gefährdeten Bauwerke gesetzt. Nach Meinung der ICOMOS müsste das Narkomfin-Kommunehaus mit weiteren Gebäuden des Konstruktivismus auf die Liste des Weltkulturerbes gesetzt werden, wofür jedoch ein Antrag aus Russland vorliegen müsste. 2017 begann unter Leitung von Moisei Ginsburgs Enkel Alexei Ginsburg die denkmalpflegerische Renovierung und Rekonstruktion des Gebäudes. Die Arbeiten sollen 2019 abgeschlossen sein.

## Bauwerke (Auswahl)
| Stadt/Ort                           | Koordinate                       | weitere Architekten                     | Baujahr | Name                                                                       | Bild            | Status                                  |
| ----------------------------------- | -------------------------------- | --------------------------------------- | ------- | -------------------------------------------------------------------------- | --------------- | --------------------------------------- |
| Moskau                              |                                  |                                         | 1923    | Pavillon der Krim auf der Ersten Landwirtschafts- und Handwerksausstellung | Link zum Bild   | abgerissen                              |
| Moskau                              | 55° 45′ 45,5″ N, 37° 35′ 41,7″ O |                                         | 1926    | Gosstrach-Wohnhaus                                                         |                 | erhalten                                |
| Jekaterinburg (ehemals: Swerdlowsk) | 56° 50′ 0,8″ N, 60° 35′ 29,6″ O  | Alexander Pasternak                     | 1930–33 | Uraloblsowet-Kommunehaus                                                   |                 | erhalten, aufgestockt                   |
| Almaty                              | 43° 15′ 37,3″ N, 76° 57′ 26,4″ O | Ignati Milinis                          | 1928–31 | Haus der Regierung Alma-Ata                                                | Bild gesucht BW | erhalten, teilweise umgebaut            |
| Moskau                              | 55° 49′ 45″ N, 37° 39′ 3,8″ O    | Solomon Lisagor                         | 1925–26 | Arbeiterklub und Wohnheim für die Arbeiter der Wattefabrik                 |                 | zwei Gebäude erhalten, eines abgerissen |
| Moskau                              | 55° 45′ 25,6″ N, 37° 34′ 51,8″ O | Ignati Milinis                          | 1928–30 | Narkomfin-Kommunehaus                                                      |                 | erhalten                                |
| Kislowodsk                          | 43° 54′ 3″ N, 42° 44′ 23″ O      | als Leiter einer Gruppe von Architekten | 1935–37 | Narkomtiaschprom-Sanatorium (heute: Ordsonikidse-Sanatorium)               |                 | erhalten                                |

## Veröffentlichungen

### Mitherausgeber
- Sowremennaja architektura [Современная архитектура] (Zeitgenössische Architektur). OSA, Moskau 1926–1930.

### Bücher
- Ritm w architekture [Ритм в архитектуре] (Rhythmus in der Architektur). Mospoligraf, Moskau 1923 (russisch, eigentlich 1922).
  - Rhythm in Architecture. Artifice, London 2016, ISBN 978-1-908967-86-2 (englisch).
- Stil i epocha. Problemy sowremennoj architektury [Стиль и эпоха. Проблемы современной архитектуры] (Stil und Epoche. Probleme sowjetischer Architektur), Gosizdat, Moskau 1924.
  - Style and Epoch. Übersetzt und mit einer Einleitung von Anatole Senkevitch, Jr., Vorwort von Kenneth Frampton, MIT Press, Oppositions Books series, 1982. (Englisch)
- Typenprojekte die für das Jahr 1930 empfohlen werden, 1930.
- Schilischtsche [Жилище] (Die Wohnung), Gosizdat 1934.
  - Versuchshaus des Übergangstyps; Raum, Licht und Farbe; Konstruktion, Material und Baumethoden. Drittes, viertes und fünftes Kapitel von Žilišče. In: Johannes Cramer, Anke Zalivako (Hrsg.) Das Narkomfin-Kommunehaus in Moskau (1928–2012). Michael Imhof Verlag, 2012.